# 指輪 (小説)
『指輪』（ゆびわ）は、見延典子による1995年の長編小説、及びそれを原作としたドラマ化作品である。

## 概要
当初のタイトルは『還された指輪』であったが、祥伝社文庫に収録の際『指輪』と改題された。

## TVドラマ
1995年1月4日～3月31日に東海テレビの昼ドラマ枠にて放送された。

### キャスト
- 阿藤美央：水島かおり
- 須賀令子：高島礼子
- 湯川茂和：三浦浩一
- 勅使河原勉：石井洋祐
- 城之内勝一郎：北村総一朗
- 城之内敦子：寺田路恵
- 阿藤樹美子：吉野由樹子
- 須賀洋介：篠塚勝
- 佐伯卓也：中本賢
- 菊地小春：奈良富士子
- 里中範子：角替和枝
- 相沢秀子：一柳みる
- 辻マユミ：花水木優
- 徳島直美：野田善子
- 土屋祥子：寺田玲
- 晃司：篠原俊晴
- 佐戸井けん太
- 沼田爆
- 須永慶
- 坂本あきら
- 三夏伸
- 石見栄英
- 川島一平
- つちだりか
- 大島蓉子
- 三上瓔子
- 木村翠
- 早香沙紀
- 二宮知美
- 徳島更紗
- ただのあっ子
- 新井量大
- 伊藤正博
- 三上剛仙
- 田嶋基吉
- 伊藤哲哉
- 吉野悠我
- 住若博之
- 成瀬富久

### スタッフ
- 演出：松生秀二、安室修、小池唯一
- 演出補佐：谷口和彦、吉田邦彦、藤田修
- 記録：佐藤由子、山本明美、望月よね子
- 制作補佐：雑賀俊郎
- 制作進行：坪井敏雄
- 制作デスク：昇一美
- プロデューサー：田尻丈人、平野一夫、松生秀二
- 企画：出原弘之
- 脚本：関根俊夫、高橋留美、大原豊
- 音楽：大島ミチル
- 選曲：伊藤克己
- 効果：須藤輝義
- 整音：松本能紀
- 音楽協力：オフィス・トゥー・ワン、スリースタープロ（佐々木太郎）
- TD：礒崎守隆
- カメラ：川村明弘、下門照幸、浅野仙夫、白井哲矢、磯貝喜作
- VE：高梨剣
- VTR：小野寺慎一
- 照明：保坂裕之、吉川行保、荒井徹夫、高橋昌之、風間大介、川井寿美、島田みゆき
- 音声：畦本真司、浜納稔、米原直紀
- 編集：大塚民生
- 美術制作：宮野雅人
- 美術デザイナー：金子幸雄
- 美術進行：岩本一成
- 大道具：川棚敬助
- 操作：山本成人、樋口真也
- 装飾：高橋俊秋、山浦克己、平田智明
- 小道具：柴山めぐみ
- 衣裳：岩尾美佳
- メイク：佐藤光栄、工藤倫子
- 車輌：マエダオート
- スチル：星野健一、久野木智子
- 広報：近藤真弓、吉田圭一郎、庄島裕美
- 映像協力：テレビ新広島
- 技術協力：バスク
- 美術協力：山崎美術
- スタジオ：国際放映・TMC-1
- 制作：東海テレビ、泉放送制作

## 主題歌
- 『眠れぬ美女』
  - 作詞：松本一起 / 作曲：都志見隆 / 編曲：武沢豊 / 歌：Little bach
  - レーベル：ポニーキャニオン